# Springer Medizin
Der Springer Medizin Verlag ist ein deutscher Verlag, der aus dem Zusammenschluss mehrerer Verlage entstanden ist. Der Verlag ist eine Tochtergesellschaft von Springer Nature. 
Der Springer Medizin Verlag ist 2016 aus dem Zusammenschluss der Verlage Springer Medizin Berlin/Heidelberg, Urban&Vogel, Ärzte Zeitung Verlag, Steinkopff, MED.KOMM., Springer Gesundheits- und Pharmazieverlag sowie BSMO entstanden.
Springer Medizin verlegt Bücher, Zeitschriften und Zeitungen im Print- und Digitalbereich. Inhaltlich werden die Themen Humanmedizin, Zahnmedizin, Pharmazie und Gesundheitspolitik abgedeckt.
Die Springer Medizin Verlag GmbH zeichnet nach eigenen Angaben herausragendes Engagement von Stiftungen, Organisationen und Institutionen mit dem CharityAward aus, die sich in besonderer Weise der Gesundheitsversorgung in Deutschland verpflichtet fühlen.
Im Zuge einer breit angelegten Gleichstellungsinitiative des Springer Medizin Verlages wurden im Jahr 2022 die bisherigen, auf männlichen Berufsbezeichnungen basierenden Titel durch neue, auf die Fachgebiete bezogene Titel ersetzt, nach dem Konzept Der Facharzt wurde zu Die Fachdisziplin.
Die 10 meistgelesenen Zeitschriften von Springer Medizin sind:
- MMW – Fortschritte der Medizin
- Monatsschrift Kinderheilkunde
- Die Innere Medizin, früher: Der Internist
- Die Anaesthesiologie, früher: Der Anaesthesist
- Die Chirurgie, früher: Der Chirurg
- Der Nervenarzt
- Die Unfallchirurgie, früher: Der Unfallchirurg
- Die Orthopädie, früher: Der Orthopäde
- InFo Neurologie & Psychiatrie
- Notfall und Rettungsmedizin

Weitere Zeitschriften und Zeitungen von Springer Medizin sind unter anderem:
- Die Gynäkologie, früher: Der Gynäkologe
- Die Dermatologie, früher: Der Hautarzt
- Bundesgesundheitsblatt
- Trauma und Berufskrankheit
- Ärzte Zeitung